# Quietscheentchen-Debugging

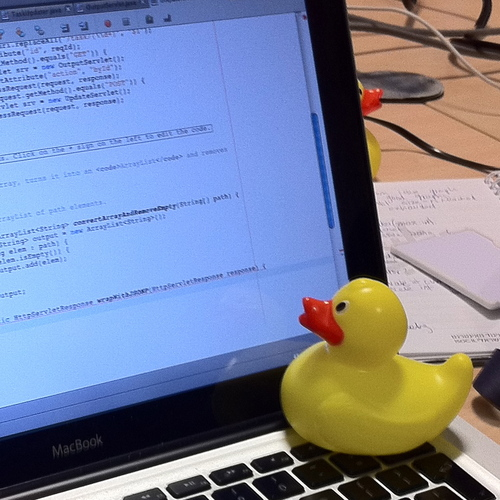
Quietscheentchen hilft beim Debugging

Quietscheentchen-Debugging (englisch „Rubber Ducking“) bezeichnet eine Methode zum Debuggen, also dem Finden von Programmfehlern in Computerprogrammen. Es existieren mehrere Bezeichnungen für diese Methode, oft mit anderen unbelebten Objekten.
Beim Quietscheentchen-Debugging erklärt der Programmierer den Quelltext Zeile für Zeile einem Quietscheentchen (oder zum Beispiel einer Person, die nichts vom Programmieren versteht). Die Erklärung erfordert ein tieferes Verständnis des Programmcodes. Bei der zeilenweisen Erklärung, was das Programm machen soll, im Vergleich zu dem, was es tatsächlich macht, fallen eventuelle Ungereimtheiten auf. Der Vorteil des Quietscheentchens gegenüber einer anderen Person ist, dass niemand gestört werden muss.